# روحی چاتورودی
روحی چاتورودی (زاده ۲۷ آوریل ۱۹۹۳) یک مدل و بازیگر هندی است که بیشتر برای بازی در نقش شرلین خورانا در فیلم کوندالی باگیا اثر اکتا کاپور شناخته شده است.
روحی فینالیست دختر شایسته هند ۲۰۱۰ بود. او برای هفته مد لکمه، هفته مد هند، ستاره راکی، جی جی والایا، ویکرام فادنیس، ریتو کومار و ریتو بری مدل شده است. روحی چاتورودی در جیپور، راجستان به دنیا آمد. خانواده او متعلق به موکوندگار، منطقه جونجونو در راجستان است. او تحصیلات خود را از مدرسه کودک الهی بمبئی گذراند. سپس با پیوستن به کالج بهاوان، درس خود را در رشته تاریخ به پایان رساند.
در ۲ دسامبر ۲۰۱۹، چاتورودی در یک مراسم خصوصی با حضور اعضای خانواده، اقوام و دوستان نزدیک با دوست پسر دیرینه خود شیوندرا سااینیول ازدواج کرد.

## فیلم‌شناسی

### سینمایی
| سال  | عنوان   | نقش     | مرجع.  |
| ---- | ------- | ------- | ------ |
| ۲۰۱۲ | آلاپ    | سوکریتی | [ ۸ ]  |
| ۲۰۱۶ | کانگانا | کانگانا | [ ۹ ]  |
| ۲۰۱۶ | پاگدی   | نها     | [ ۱۰ ] |

### تلویزیون
| سال       | عنوان                        | نقش                   | یادداشت      | مرجع.         |
| --------- | ---------------------------- | --------------------- | ------------ | ------------- |
| ۲۰۱۷–۲۰۲۳ | کوندالی باگیا                | شرلین خورانا مالهوترا |              | [ ۱۱ ] [ ۱۲ ] |
| ۲۰۱۸/۲۰۱۹ | کومکم باگیا                  | شرلین خورانا مالهوترا | ظاهر مهمان   |               |
| ۲۰۲۳      | عامل ترس: خاترون که خلافی ۱۳ | شرکت کننده            | مقام چهاردهم | [ ۱۳ ]        |